# Lithacodia armilla
Lithacodia armilla là một loài bướm đêm trong họ Noctuidae.